# Clarence Charles Beck
Charles Clarence Beck (C.C. Beck) (8 de junio de 1910 - 22 de noviembre de 1989) fue un historietista estadounidense.
Nacido en Zumbrota, Minnesota, estudió en la Universidad de Minnesota después de terminar un curso de arte por correspondencia. En 1933, se unió al equipo de artistas de Fawcett Comics.
Mientras trabajaba para Fawcett, se le encargó dibujar un personaje creado por Bill Parker llamado «Capitán Trueno», al cual posteriormente se le llamó Capitán Marvel. Junto al Capitán Marvel, Beck también dibujó otros personajes de series como las aventuras de Spy Smasher o Ibis el Invencible.

### Inglés
- The seven deadly sins of comics creators, by C.C. Beck
- Interviews with C.C. Beck
- Comic Book Awards Almanac

- Datos: Q734161
- Multimedia: C.C. Beck / Q734161